# Maison Gubernatis
La maison Gubernatis, ou « Palais » Gubernatis, est une maison de notable située à Saint-Martin-Vésubie, en France. 

## Localisation
La Maison Gubernatis est située sur la place Gubernatis, en bas de la rue du docteur-Cagnoli, à Saint-Martin-Vésubie, dans le département des Alpes-Maritimes.

## Historique
La maison Gubernatis est la mieux conservée des maisons de notables. Elle a été construite entre la fin du XVIe siècle et le début du XVIIe siècle. 
Entre le XIVe siècle et le XVIIIe siècle, Saint-Martin-Lantosque était une étape importante sur la route du sel reliant Nice au Piémont par le col de Fenestre.
La famille des Gubernatis a acquis une grande richesse grâce au commerce du sel. Nicolas de Gubernatis était entrepreneur des gabelles du sel à Saint-Martin-Lantosque au XVe siècle. La famille de Gubernatis avait un autel de patronat dans l'église Notre-Dame-de-l'Assomption auquel un autre Nicolas de Gubernatis fit une donation importante dans son testament, en 1544. 
Deux membres de la famille de Gubernatis ont été commandeurs du sanctuaire de la Madone de Fenestre.
En 1684, Jérôme-Marcel de Gubernatis, président du Sénat de Nice, ambassadeur de Charles-Emmanuel II de Savoie en Espagne et au Portugal, se fit donner l'inféodation de Saint-Martin. Cette inféodation a été révoquée la même année par Victor-Amédée II mais il a obtenu en dédommagement le titre de comte de Bonson en 1688.
L'édifice est inscrit au titre des monuments historiques le 6 juin 1933.